# آئرونکا ۱۵ای‌سی سدان
آئرونکا ۱۵ای‌سی سدان (به انگلیسی: Aeronca_Sedan) یک هواگرد ملخ‌پیشین تک‌موتوره از نوع هواگرد چندمنظوره ساخت شرکت Aeronca Aircraft است. هواگرد آئرونکا ۱۵ای‌سی سدان نخستین پروازش را در ۱۹۴۷ میلادی انجام داد. این هواگرد در سال ۱۹۴۷ میلادی رسماً معرفی گردید و در سال‌های ۱۹۴۸–۱۹۵۱ تولید شده‌است. در مجموع، تعداد ۵۶۱ فروند از این هواگرد ساخته شده‌است.